# Доњи Тишковац
Доњи Тишковац је насељено мјесто у Босни и Херцеговини, у општини Босанско Грахово, које административно припада Федерацији Босне и Херцеговине. Према попису становништва из 2013. у насељу је живјело само 33 становника.

## Становништво
| Националност       | 1991. | 1981. | 1971. | 1961. |
| Срби               | 263   | 314   | 413   | 463   |
| Југословени        | 2     | 25    | 6     | 2     |
| Црногорци          |       | 2     | 1     | 2     |
| Хрвати             |       | 2     | 1     |       |
| остали и непознато |       | 2     |       |       |
| Укупно             | 265   | 345   | 421   | 467   |

| Демографија | Демографија | Демографија |
| Година      | Становника  | Становника  |
| ----------- | ----------- | ----------- |
| 1961.       | 467         |             |
| 1971.       | 421         |             |
| 1981.       | 345         |             |
| 1991.       | 265         |             |